# Cirillo e Metodio
Costantino, meglio noto con il nome monastico di Cirillo (in greco: Κύριλλος; in cirillico: Кирилъ; Tessalonica, 826 o 827 – Roma, 14 febbraio 869), è stato evangelizzatore di Pannonia e Moravia nel IX secolo e inventore dell'alfabeto glagolitico. 
È venerato come santo dalla Chiesa cattolica e dalla Chiesa ortodossa assieme al fratello Metodio (Μεθόδιος; Меѳодїи; Tessalonica, 815 o 825 – Velehrad, 6 aprile 885) anch'egli evangelizzatore bizantino dei popoli Slavi.

## Biografia
Le poche notizie scritte relative ai due santi provengono principalmente da due Vite scritte in antico slavo ecclesiastico. Data la scarsità di fonti, grande è il numero di leggende fiorite intorno alle figure di Cirillo e Metodio.
I due fratelli nacquero a Tessalonica (oggi Salonicco in Grecia). Erano figli di Leone, drungario della città, dunque governatore militare del thema di Tessalonica. La città a quell'epoca contava una forte presenza slava. I fratelli Cirillo e Metodio acquisirono così dimestichezza con la lingua dei popoli migrati da nord-est.
Cirillo era il più giovane di sette fratelli e fu battezzato con il nome di Costantino (prese il nome di Cirillo poco prima della sua morte).
Già in giovane età Costantino sembrava desideroso di dedicarsi al conseguimento della sapienza. Egli si trasferì presto a Costantinopoli per perfezionare gli studi di teologia e filosofia. Nella capitale Costantino venne consacrato prete, entrando a far parte del clero della basilica di Santa Sofia.
A Costantinopoli conobbe anche Fozio, uomo di cultura e politico di spicco, che divenne suo precettore. La curiosità di Costantino dimostrava il suo eclettismo: coltivò infatti nozioni di astronomia, geometria, retorica e musica. 
Soprattutto nel campo della linguistica Cirillo diede prova del suo genio: oltre allo slavo e al greco, parlava correntemente anche il siriaco, l'arabo e l'ebraico.
Assieme a Fozio viaggiò in Oriente per importanti incarichi diplomatici. Durante un viaggio in Crimea Costantino avrebbe rinvenuto le reliquie di papa Clemente I, lì esiliato e morto nell'anno 97. Nella stessa missione Costantino trovò anche un Vangelo e un salterio.
Divenuto Fozio patriarca di Costantinopoli nell'858 per volontà dell'imperatrice Teodora II, la Chiesa bizantina cercò di contrastare l'espansionismo della Chiesa latina e dei Franchi presso gli Slavi. Costantino venne dunque inviato assieme al fratello Metodio a evangelizzare la Pannonia.
Quando il re della Grande Moravia, Rastislav, chiese all'imperatore di Bisanzio di inviare missionari, la scelta ricadde ancora una volta su di loro.
Costantino dunque si recò nel regno di Rastislav (863) e incominciò a tradurre brani dal Vangelo di Giovanni inventando un nuovo alfabeto, detto glagolitico (da глагол glagol che significa verbo). Probabilmente già da anni stava elaborando un alfabeto per la lingua slava. 
Dal Vangelo di Giovanni venne tradotta una serie di passi scelti che entrò a far parte dell'Aprakos.
Nel regno di Rastislav entrarono in contrasto con il clero franco-tedesco che rivendicava quel territorio, essendo stato evangelizzato dalle missioni di Salisburgo e Passavia.
Sull'onda del crescente scontro tra Chiesa d'Oriente e d'Occidente per la giurisdizione dei nuovi fedeli slavi, nell'867 Costantino e Metodio vennero pure convocati a Roma per discutere con papa Niccolò I dell'uso cultuale della lingua slava.
A Roma i due fratelli trovarono una buona accoglienza da parte del successore, cui portarono in dono le reliquie di papa Clemente I, morto e sepolto in Crimea nel 97 e venerato come santo. Niccolò I approvò la traduzione della Bibbia in slavo, a patto che la lettura dei brani fosse preceduta dagli stessi passi espressi in latino. A Roma Metodio fu consacrato prete, mentre Costantino si ammalò e assunse l'abito monastico, prendendo il nome di Cirillo. Quando morì, venne inumato presso la basilica di San Clemente. Trafugati i suoi resti mortali, vennero successivamente in parte ritrovati e nuovamente inumati sempre presso la basilica di San Clemente.
Metodio ritornò in Moravia. Nominato vescovo in un altro viaggio a Roma venne inviato quale arcivescovo pannoniensis e marabensis, e poi titolare della sede di Sirmio (oggi Sremska Mitrovica).
Intanto in Pannonia a Rastislav successe il nipote, Svatopluk I (871-894), con problemi coi regnanti vicini e favorevole alla presenza franco-tedesca che circondava il regno.
Iniziò così la persecuzione dei discepoli di Cirillo e Metodio, visti come portatori di un'eresia (la liturgia slava). Metodio stesso fu incarcerato per due anni in Baviera, e liberato solo per insistenza del Papa (873).
Nell'880 Metodio tornò a Roma, per contrastare le maldicenze degli avversari, e nell'881-882 anche a Costantinopoli, per cercare forse un appoggio politico ed ecclesiale — dopo quasi venti anni — anche dal patriarca Fozio. Poi ritornò ancora nella Grande Moravia, dove nell'885 morì, a Velehrad, dove tuttora è sepolta e venerata sua salma.
Dopo la sua scomparsa i suoi discepoli, perseguitati dal vescovo Wichingo (che si recò subito a Roma per diffamarne l'operato), vennero incarcerati o venduti come schiavi a Venezia. Ma parte di essi riuscì a fuggire nella Bulgaria occidentale (sotto protezione del primo impero bulgaro) ed in Dalmazia, ove poterono continuare la loro attività in favore della cultura slava.
Durante il concilio di Preslav dell'893, l'impero bulgaro adottò l'alfabeto glagolitico e l'antico slavo ecclesiastico, nella variante bulgara, come lingua ufficiale della chiesa e dello stato ed espulse il clero bizantino. Quindi nell'893 l'antico slavo ecclesiastico divenne la terza lingua ufficiale, dopo il greco antico ed il latino, riconosciuta dalle Chiese ed utilizzata durante le funzioni religiose e nella letteratura cristiana.

## Culto
I santi Cirillo e Metodio sono considerati patroni di tutti i popoli slavi; nell'ambito della Chiesa cattolica sono molto venerati in Slovenia, Slovacchia, in Croazia, Repubblica Ceca e Repubblica di Macedonia del Nord. Nel 1980 papa Giovanni Paolo II con la lettera apostolica del 31 dicembre 1980 Egregiae virtutis li elevò a compatroni dell'Europa, assieme a san Benedetto da Norcia.
Nell'Enciclica Slavorum Apostoli Giovanni Paolo II afferma che "Cirillo e Metodio sono come gli anelli di congiunzione, o come un ponte spirituale tra la tradizione occidentale e quella orientale, che confluiscono entrambe nell'unica grande Tradizione della Chiesa Universale. Essi sono per noi i campioni ed insieme i patroni dello sforzo ecumenico delle Chiese sorelle d'Oriente e d'Occidente, per ritrovare mediante il dialogo e la preghiera l'unità visibile nella comunione perfetta e totale".
La Chiesa Cattolica fa oggi memoria comune dei due santi il 14 febbraio, ma in passato essi sono stati festeggiati anche in altre date. La Chiesa Ortodossa festeggia il 14 febbraio solo Cirillo, mentre Metodio è commemorato il 6 aprile; i due santi sono inoltre ricordati insieme il 24 maggio e il 7 luglio (nel Calendario Cattolico fino al 1970). Anglicani e luterani ricordano entrambi i santi il 14 febbraio, con qualche eccezione.
Le reliquie di San Cirillo furono perse a Roma durante la rivoluzione francese. Tuttavia, nel 1960, un piccolo frammento delle reliquie è stato ritrovato ed è ora conservato a Roma presso la basilica di San Clemente.

## Anniversario

Moneta commemorativa di 2 euro

Nel 2013 la zecca slovacca ha dedicato una moneta commemorativa da 2 euro al 1150º anniversario dell'avvento di Cirillo e Metodio nella Grande Moravia con una tiratura di 1.000.000 di pezzi.
Nel 2013, in occasione del 1150º anniversario, è uscita inoltre una miniserie televisiva di produzione ceca e slovacca intitolata Cirillo e Metodio - Apostoli degli slavi, che narra la vita dei due fratelli.